# Dance Hall Days
«Dance Hall Days» es una canción de la banda inglesa Wang Chung. Fue publicada originalmente como sencillo en 1982 cuando la banda se llamaba Huang Chung, luego fue regrabada y relanzada como el segundo sencillo de su segundo álbum de estudio, Points on the curve (1984).

## Escritura y temática
En una entrevista con Rediscover the 80s, el vocalista principal Jack Hues dijo: “Solía dar clases de guitarra en varias escuelas de Londres, a niños de secundaria. Una tarde, alguien no se presentó a una lección y se me ocurrió «Dance Hall Days» – parecía escribirse solo. Jugué con él para conseguir la letra correcta y todo eso pero las ideas básicas – el ritmo, la melodía de ‘take your baby by the hand’, los acordes iniciales – todo encajaba. ¡Lo esencial de la canción estaba allí en esos 20 minutos libres cuando el niño olvidó su lección de guitarra! Nick [Feldman] dice que cuando la escuchó llamó inmediatamente a David Massey, nuestro manager, y dijo: ‘¡¡Jack ha escrito un hit!!’”.

## Composición y arreglos
La canción fue compuesta en un compás de 4
4 con un tempo de 100 pulsaciones por minuto y está escrita en la tonalidad de do mayor. Las voces van desde D4 a G5. Musicalmente, «Dance Hall Days» ha sido descrita como una canción de new wave, con elementos del rock. La canción presenta riffs de guitarra pegadizos y un prominente solo de saxofón.

## Posicionamiento

### Gráfica semanal
| Gráfica (1984)                                     | Pico de posición |
| -------------------------------------------------- | ---------------- |
| Alemania (Official German Charts)                  | 5                |
| Australia (Kent Music Report)                      | 7                |
| Bélgica (Flandes) (Ultratop 50 Singles)            | 3                |
| Canadá (RPM Top Singles)                           | 9                |
| Estados Unidos (Billboard Hot 100)                 | 16               |
| Estados Unidos (Billboard Dance Club Songs)        | 1                |
| Estados Unidos (Billboard Mainstream Rock Airplay) | 24               |
| Estados Unidos (Cashbox Top 100)                   | 17               |
| Francia (SNEP)                                     | 25               |
| Irlanda (Irish Singles Chart)                      | 12               |
| Italia (Musica e dischi)                           | 2                |
| Nueva Zelanda (Recorded Music NZ)                  | 6                |
| Países Bajos (Nederlandse Top 40)                  | 9                |
| Países Bajos (Single Top 100)                      | 10               |
| Reino Unido (UK Singles Chart)                     | 21               |
| Suecia (Sverigetopplistan)                         | 9                |
| Suiza (Schweizer Hitparade)                        | 5                |

### Gráfica de fin de año
| Gráfica (1984)                              | Pico de posición |
| ------------------------------------------- | ---------------- |
| Alemania (Official German Charts)           | 41               |
| Australia (Kent Music Report)               | 65               |
| Bélgica (Flandes) (Ultratop 50 Singles)     | 53               |
| Canadá (RPM Top Singles)                    | 65               |
| Estados Unidos (Billboard Hot 100)          | 74               |
| Estados Unidos (Billboard Dance Club Songs) | 22               |
| Países Bajos (Nederlandse Top 40)           | 85               |